# ドランキュ!
『ドランキュ!』は、東海テレビとテレビ静岡の2局で放送されたバラエティ番組。製作局の東海テレビでは2006年4月5日から2007年3月28日まで放送。

## 概要
プロダクション人力舎所属の若手芸人たちが取材してきたVTRを基に企画を展開していた深夜番組で、ドランクドラゴンの鈴木拓と塚地武雅が進行役を務めていた。番組タイトルは「ドランクドラゴンサンキュ」を略したものである。
若手芸人たちは毎回「ありがとう」をテーマにしたVTRを制作するために各地でロケを行い、その模様をDVDにしてスタジオで公開していた。若手芸人たちは「DVD制作者」という肩書きでスタジオパートにも出演し、「感動屋」役を務める塚地からVTRの評価を受けていた。
塚地はVTRに対する評価を、4段ある棚の何段目にそのDVDを置くかによって表していた。最上段なら「ドラ3つ」、上から2段目なら「ドラ2つ」、3段目なら「ドラ1つ」という評価が付いた。町一番の感動屋というだけあって、塚地は初回からいきなりその当時の最高点であるドラ3つの評価を下していた。その後もドラ3つの評価は多く、塚地自らが評価のバランスの悪さに困るほどだった。後に、ドラ3つを上回る出来のVTRに対しては棚の上に置く「ドラ4つ」を適用するようになった。その一方で、ロケに対しやる気が無かったラバーガールの飛永翼出演のVTRに対しては非常に低い評価を付けていた。このため、ドラ1つから3つの範囲に収まらない出来のVTRに対しては棚の上に置く「ドラ4つ」、最下段に置く「0」、床に捨てる「評価なし」なども適用するようになった。
VTRを収録したDVDには、既存の映画作品のタイトルをもじった題がよく付けられていた。

## 出演者
DVD制作者役の芸人は毎回1人が出演していた。
鈴木拓（ドランクドラゴン）
DVDショップの店長役で出演。作品を見る目が無いため、町一番の感動屋・塚地に作品を評価してもらっている。
塚地武雅（ドランクドラゴン）
感動屋役で出演。DVDの鑑賞後に涙を流すこともしばしばあった。
勅使河原由佳子（東海テレビアナウンサー）
DVDショップの副店長役で出演。
でちゃう!ガールズ
DVDショップの従業員役で出演。DVD制作者として出演することもあった。
加藤憲、森枝天平（エレファントジョン）
DVD制作者として出演。
野田祐介、大川原篤史、和田貴志（鬼ヶ島）
大川原と和田はDVD制作者として出演。野田はDVD制作者として出演したことはない。
飛永翼、大水洋介（ラバーガール）
飛永はDVD制作者として出演。大水はDVD制作者として出演したことはない。
池田哲哉、平井邦明、花輪淳一（当時三福星）
DVD制作者として出演。
渡辺照幸、早出明弘（当時ニッケルバック）
DVD制作者として出演。

## スタッフ
- 番組制作協力 - 東海テレビプロダクション
- 制作著作 - 東海テレビ

## 放送局
| 放送対象地域 | 放送局     | 系列           | 放送日時           | 備考   |
| ------------ | ---------- | -------------- | ------------------ | ------ |
| 中京広域圏   | 東海テレビ | フジテレビ系列 | 水曜 24:35 - 25:00 | 製作局 |
| 静岡県       | テレビ静岡 | フジテレビ系列 | 月曜 25:45 - 26:10 |        |